# BRCA突變
BRCA突变是BRCA1或BRCA2基因出現的突变，这两个基因都是肿瘤抑制基因。5–10%的女性乳腺癌病例與BRCA1和BRCA2突变有關（ BRCA1突变比BRCA2突变略常见）。 
父母任何一方都可以將突變遗传给儿子和女儿。 BRCA突变還会增加罹患大腸癌、胰腺癌和前列腺癌的風險。